# Нонок

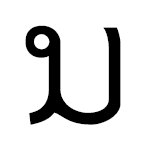

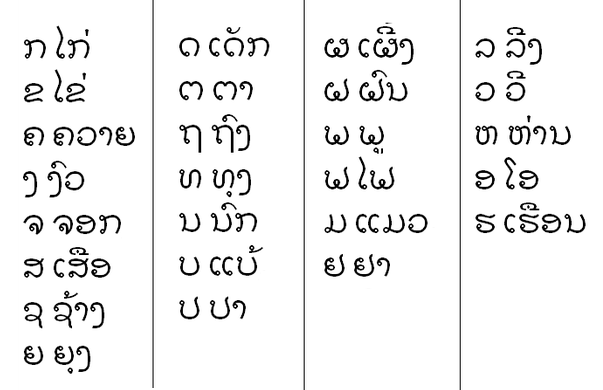
Алфавит

Нонок (нок - птица) — но, 13-я буква лаосского алфавита, в тайском алфавите соответствует букве нону (мышь), обозначает переднеязычный носовой согласный. В слоге может быть как инициалью, так и финалью. Как инициаль относится к согласным аксонтам (нижний класс), может образовать слоги, произносимые 2-м, 3-м, 4-м  и 6-м тоном. 1-й и 5-й тон образуются с помощью диграфа хохан-нонок, слова начинающиеся на этот диграф в словаре находятся в разделе буквы хохан. Как финаль слога нонок образует кхампен (модулируемый слог).